# Janina Bogusławska-Jaworska
Janina Bogusławska-Jaworska (ur. 15 sierpnia 1930, zm. 23 kwietnia 2002 we Wrocławiu) – polska lekarka, pediatra, profesor nauk medycznych, specjalista hematologii i onkologii dziecięcej.

## Życiorys
Urodzona 15 sierpnia 1930 r. Studia medyczne odbyła w latach 1948–1953 na Wydziale Lekarskim Uniwersytetu Jagiellońskiego i Akademii Medycznej w Krakowie. Od 1955 r. jest wykładowcą na Akademii Medycznej we Wrocławiu, gdzie w 1963 r. uzyskała stopień doktora medycyny, na tej samej uczelni habilitowała się w 1971 r. Dwa lata później uzyskała stanowisko docenta, w 1982 r. została profesorem nadzwyczajnym, a w 1991 r. zwyczajnym. Początkowo pracowała w Klinice Dziecięcej Akademii Medycznej w Krakowie, a następnie w I Klinice Pediatrii Akademii Medycznej we Wrocławiu. W latach 1956–1958 pracowała jako asystent Zakładu Chemii Fizjologicznej, potem do 1973 jako starszy asystent i adiunkt II Kliniki Pediatrycznej, a później Instytutu Pediatrii. W 1973 roku została kierownikiem Oddziału Hematologii Dziecięcej Instytutu Pediatrii, a w 1981 r. kierownikiem utworzonej przez siebie Katedry i Kliniki Hematologii i Chorób Rozrostowych Dzieci, którą organizowała w bardzo trudnych warunkach lokalowych. Stworzoną przez siebie instytucją kierowała do 2000 roku, czyniąc z niej największy w Polsce ośrodek hematologii i onkologii dziecięcej.
Autorka 360 publikacji naukowych. Zajmowała się m.in. badaniem biochemicznych i immunologicznych czynników aktywności procesu nowotworowego, zaburzeniami równowagi immunologicznej u dzieci chorych na nowotwory oraz doskonaleniem metod leczenia nowotworów układu krwiotwórczego. Była autorem 12 ogólnopolskich programów leczenia nowotworów dziecięcych, twórczynią systemowego leczenia nowotworów wieku dziecięcego w Polsce. Reprezentowała Polskę w międzynarodowych grupach kierujących badaniami nad optymalizacją diagnostyki i leczenia dziecięcych nowotworów. Była współtwórcą Polskiego Towarzystwa Onkologii i Hematologii Dziecięcej. Doprowadziła do budowy Szpitala Rehabilitacyjnego dla Dzieci z Chorobami Krwi w Kudowie-Zdroju.
Zmarła 23 kwietnia 2002 r. w stworzonej przez siebie klinice. Pochowana na Cmentarzu Grabiszyńskim we Wrocławiu.

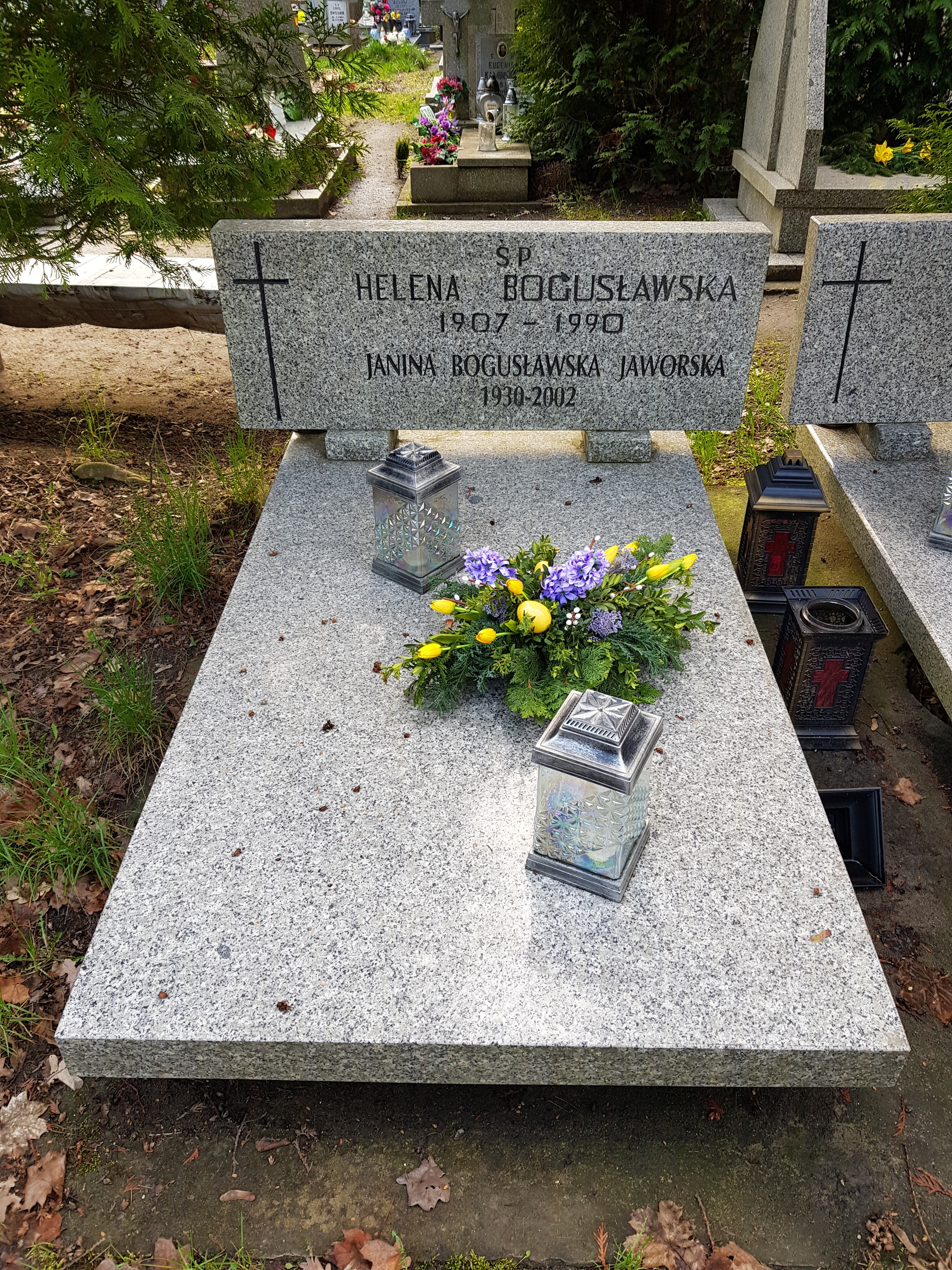
Grób prof. Bogusławskiej-Jaworskiej na Cmentarzu Grabiszyńskim we Wrocławiu

## Odznaczenia
- Złoty Krzyż Zasługi
- Krzyż Komandorski Orderu Odrodzenia Polski (2000 r.)[6]
- Krzyż Kawalerski Orderu Odrodzenia Polski
- Medal Komisji Edukacji Narodowej
- Medal Służby Zdrowia
- Nagroda Rady Miasta Wrocławia (1999 r.)
- Order Uśmiechu